# Saffais
Saffais ist eine französische Gemeinde mit 106 Einwohnern (Stand 1. Januar 2022) im Département Meurthe-et-Moselle in der Region Grand Est (bis 2015 Lothringen). Sie gehört zum Arrondissement Nancy und zum Kanton Lunéville-2.

## Geografie
Saffais liegt 15 Kilometer westlich von Lunéville. Nachbargemeinden von Saffais sind: Coyviller im Norden, Vigneulles im Osten, Haussonville im Süden, und Velle-sur-Moselle im Westen.

## Geschichte
Das Dorf stammt aus gallorömischer Zeit. Im Ersten Weltkrieg wurde es zerstört.

### Bevölkerungsentwicklung
| Jahr      | 1962 | 1968 | 1975 | 1982 | 1990 | 1999 | 2010 | 2019 |
| Einwohner | 62   | 60   | 53   | 71   | 82   | 95   | 128  | 118  |

## Ökonomie
Der Ort ist von Landwirtschaft und Weinbau geprägt.

## Sehenswürdigkeiten
- Reste eines Herrschaftshauses aus dem 16. Jahrhundert
- Geburtshaus von Nicolas-Louis François de Neufchâteau
- berühmte Quelle Saint-Quentin
- Kirche Saint-Quentin aus dem 18. Jahrhundert. Der ursprünglich romanische Turm wurde verändert.

## Persönlichkeiten
- Nicolas-Louis François de Neufchâteau (1750–1828), französischer Innenminister und Angehöriger des 3. Direktoriums, Senator im Ersten Kaiserreich.